# Vaccinium whitfordii
Vaccinium whitfordii är en ljungväxtart som beskrevs av Elmer Drew Merrill. Vaccinium whitfordii ingår i Blåbärssläktet, och familjen ljungväxter. Inga underarter finns listade i Catalogue of Life.